# Stallmeister
Stallmeister ist eine Berufsbezeichnung in der Pferdezucht und Pferdehaltung. Stallmeister gab es zum Beispiel an Kaiser- und Königshöfen, an den Universitäten sowie in der königlich-preußischen Gestütsverwaltung. Auch heute wird die Bezeichnung in manchen Bereichen noch verwendet. Der Stallmeister trägt die Verantwortung für einen bestimmten Pferdebestand.

## Geschichte
Der Stallmeister (lat. agaso) war an mittelalterlichen und neuzeitlichen adligen Höfen einer der höchsten Hofbeamten, der für die Beaufsichtigung der herrschaftlichen Pferdeställe zuständig war. Ihm unterstanden die Stallknechte, Kutscher und Bereiter. Aus dem Rang des Stallmeisters entwickelte sich das wichtige Amt des Marschalls.
In der Neuzeit wurden verschiedene Stallmeisterfunktionen unterschieden: Am preußischen Hof gehörte der Leiter des Marstalls zu den Oberhof-Chargen. Er führte die Dienstbezeichnung Oberstallmeister. Ihm unterstanden ein Vice-Oberstallmeister und mehrere Stallmeister.
Ein Landstallmeister war Leiter eines Zuchtgestütes (z. B. Hauptgestüt Trakehnen/Ostpreußen oder Hauptgestüt Graditz/Sachsen) bzw. eines Hengstdepots (z. B. Niedersächsisches Landgestüt Celle oder Nordrhein-Westfälisches Landgestüt Warendorf). Der Leiter der gesamten preußischen Pferdezucht und Dienstvorgesetzter aller Gestütsdirektoren und Landstallmeister war der Oberlandstallmeister, der unmittelbar dem preußischen Minister für Landwirtschaft unterstellt war. Diese Behörde wurde nach dem Ende des Zweiten Weltkriegs abgeschafft. Heute gilt der Titel Landstallmeister als Beamten-Dienstbezeichnung, sodass Leiter staatlicher Hengstdepots, die nicht im Angestelltenverhältnis stehen, lediglich als Leiter oder Direktor bezeichnet werden.
Im modernen Sprachgebrauch hat sich der Begriff gewandelt: In Gestüten, bei der Pferdezucht und in Rennställen (Trabrennen oder Galopprennen) hat der Stallmeister die Verantwortung für die Pferde, inklusive der Planung von Trainingszeiten und der Auswahl des Futters für die optimale Ernährung. Er hat zudem sicherzustellen, dass die Pferde beschlagen, geimpft und entwurmt sind sowie unter regelmäßiger tierärztlicher Behandlung stehen. Auch in einem Zirkus mit einem größeren Tierbestand ist der Stallmeister für das Wohl der Tiere verantwortlich.

## Russland
Im Russischen Kaiserreich gab es bis 1917 bei Hofe die beiden Titel Stallmeister (russisch Schtalmeister) und Oberstallmeister (russisch Ober-schtalmeister). Sie entsprachen gemäß Rangtabelle den Rang-Kategorien K3 bzw. K2.

## Bedeutung im britischen Commonwealth
Die wörtliche Übersetzung von Stallmeister ist equerry, ein Titel für einen persönlichen Assistenten eines Mitglieds der königlichen Familie.

## Bekannte Stallmeister
- Guillem de Cabestaing, provençalischer Troubadour des 12. Jahrhunderts, war zunächst Stallmeister Margaridas, der Gemahlin Raimunds von Castel-Roussillon
- Georges Chastellain, flandrischer Geschichtsschreiber, (1405–1475) Stallmeister von Herzog Philipp dem Guten von Burgund
- Chevalier Saint-Antoine, erster Hofstallmeister von Jakob I. (England)[2]
- Maximilian Carl Theodor Graf Holnstein, Ehemann von Caroline von Holnstein, unter Ludwig II. (Bayern) Oberststallmeister des Marstalls München
- Vollrath Joachim Helmuth von Bülow (1771–1840), langjähriger Oberstallmeisters des mecklenburgischen Haupt- und Landgestüts Redefin, unter seiner Leitung entstand das spätklassizistische Gesamtensemble von Gestütsgebäuden und Paradeplatz
- Friedrich Freiherr von Spörcken, königlich hannoverscher Landstallmeister in Celle (1839–1866) mit enormem Einfluss auf die Hannoveraner Pferdezucht und die bauliche Entwicklung des Landgestüts Celle, trat aus Protest gegen die preußische Annexion Hannovers zurück
- Gerd Lehmann, dienstältester Landstallmeister des Nordrhein-Westfälischen Landgestüts Warendorf (1966–1996), leitete die Umzüchtungsphase zum modernen Sportpferd in Westfalen ein.
- Johann Friedrich Rosenzweig (1716–1794), Universitätsstallmeister in Leipzig

### Frankreich

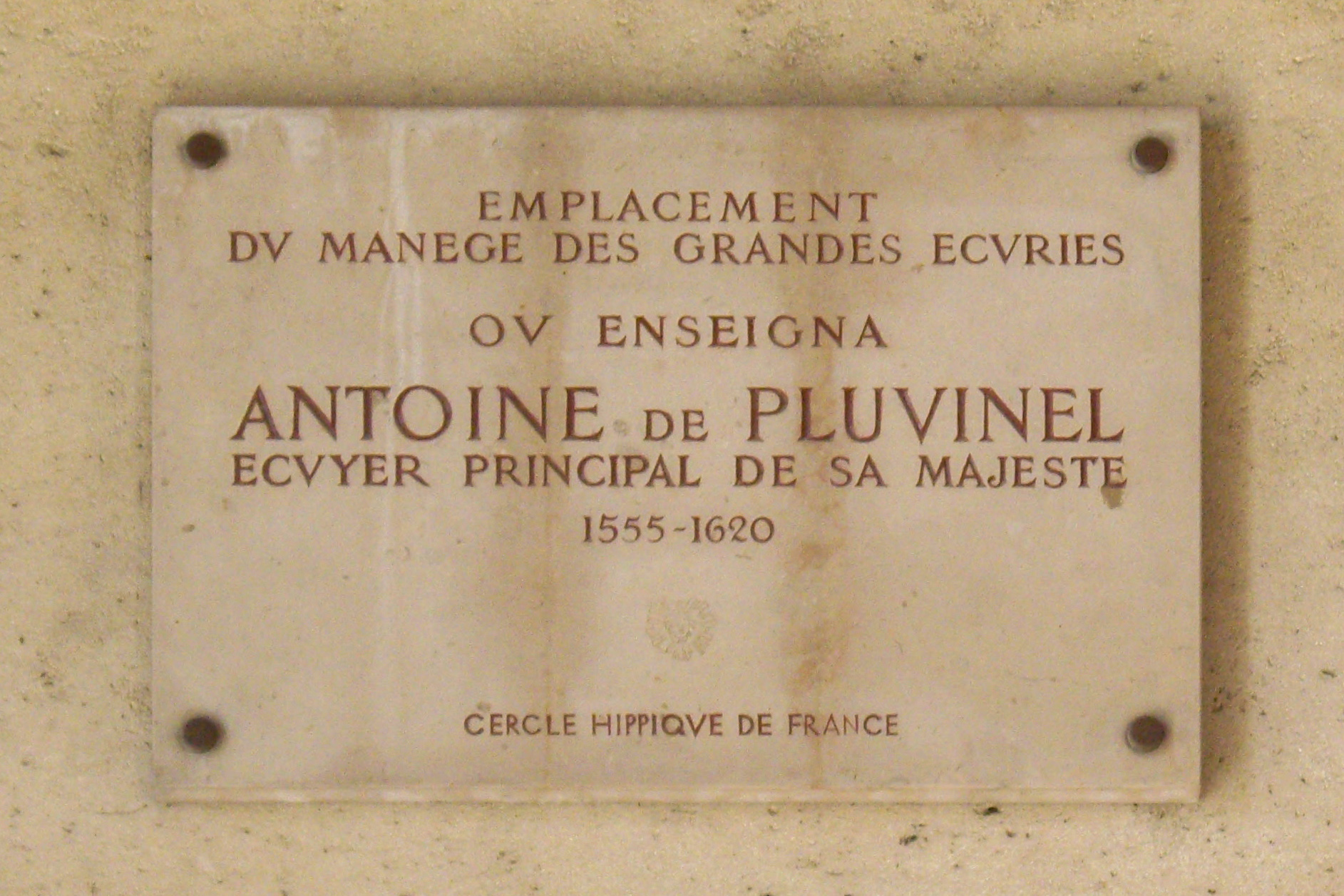
Gedenktafel für Antoine de Pluvinel in Paris

- Salomon de la Broue (1530–1610), Stallmeister (écuyer) des Herzogs von Épernon, dann Hofstallmeister Heinrichs des IV. von Frankreich. Er bekleidete den Rang écuyer ordinaire de la Grande Écurie,[3] wobei zu berücksichtigen ist, das die Grande Écurie (Großer Marstall) damals noch nicht in dem gleichnamigen Gebäude in Versailles untergebracht war.
- Charles du Plessis-Liancourt († 1620), erster Stallmeister (premier écuyer) Heinrichs III. von Frankreich
- Antoine de Pluvinel (1555–1620), écuyer ordinaire am Hof Heinrichs III. und Heinrichs IV., später écuyer principal und Reitlehrer des späteren Ludwigs XIII. von Frankreich.
- Joachim comte de Lionne (?–1716), erster Stallmeister (1671–1716) der Grande Écurie du Louvre unter Ludwig XIV. (premier écuyer du roi, commandant la Grande Écurie du Louvre).[4]
- Louis Cazeaux de Nestier (1686–1754), écuyer ordinaire de la Grande Écurie du Roy.[5]
- Jean de Beaumont (1738–1831), Marquis d’Autichamp, Stallmeister beim Prinzen von Condé, General[6].

### Polen-Litauen
- Antoni Tyzenhauz (1733–1785)

### Preußen

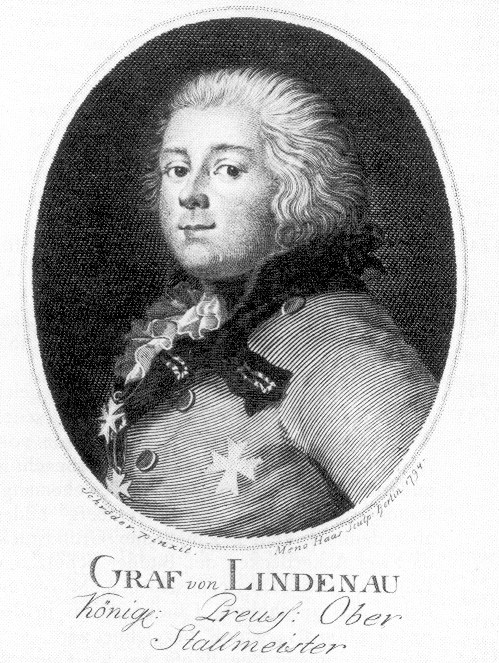
Carl Graf von Lindenau, Oberstallmeister

- Friedrich Godward von Syberg (1656–1729), preußischer Kammerherr und Oberstallmeister (1711–1729)[7]
- Friedrich Bogislaw von Schwerin (1674–1747), preußischer Oberstallmeister und erster Kammerherr
- Friedrich Albert von Schwerin (1717–1789), Generalmajor, Oberstallmeister (1775–1789)
- Carl Heinrich August Graf von Lindenau (1755–1842), preußischer Oberstallmeister (1789–1807)
- Ludwig Friedrich Günther Andreas von Jagow (1770–1825), preußischer Vizeoberstallmeister (1808–1810), Oberstallmeister (1810–1823)
- Carl Christoph Gottlob von Knobelsdorff (1767–1845), Landrat[8] im neumärkischen Kreis Königsberg (1795–1798), preußischer Oberstallmeister (1823–1841),[9] übernahm in der Nachfolge von August von der Goltz die Funktion der (vakanten) Großen Hofcharge (oder Oberstcharge) eines Obermarschalls (1835–1841).[10] Er vermehrte die Zahl der Landgestüte um drei Neugründungen: Warendorf (1826), Zirke (1828) und Wickrath (1839).[11]
- Ernst von Schwichow (1798–1868), preußischer Landstallmeister in Warendorf und Trakehnen, begründete das Deutsche Derby im Galopprennsport

- Wilhelm Theodor Freiherr von Knobelsdorf (1799–1875), Neffe des Oberstallmeisters Knobelsdorf war Landstallmeister des Schlesischen Landgestütes Leubus[12]

- Joachim von Brandenstein (1790–1857), preußischer Oberstallmeister (ab 1841) und Kammerherr

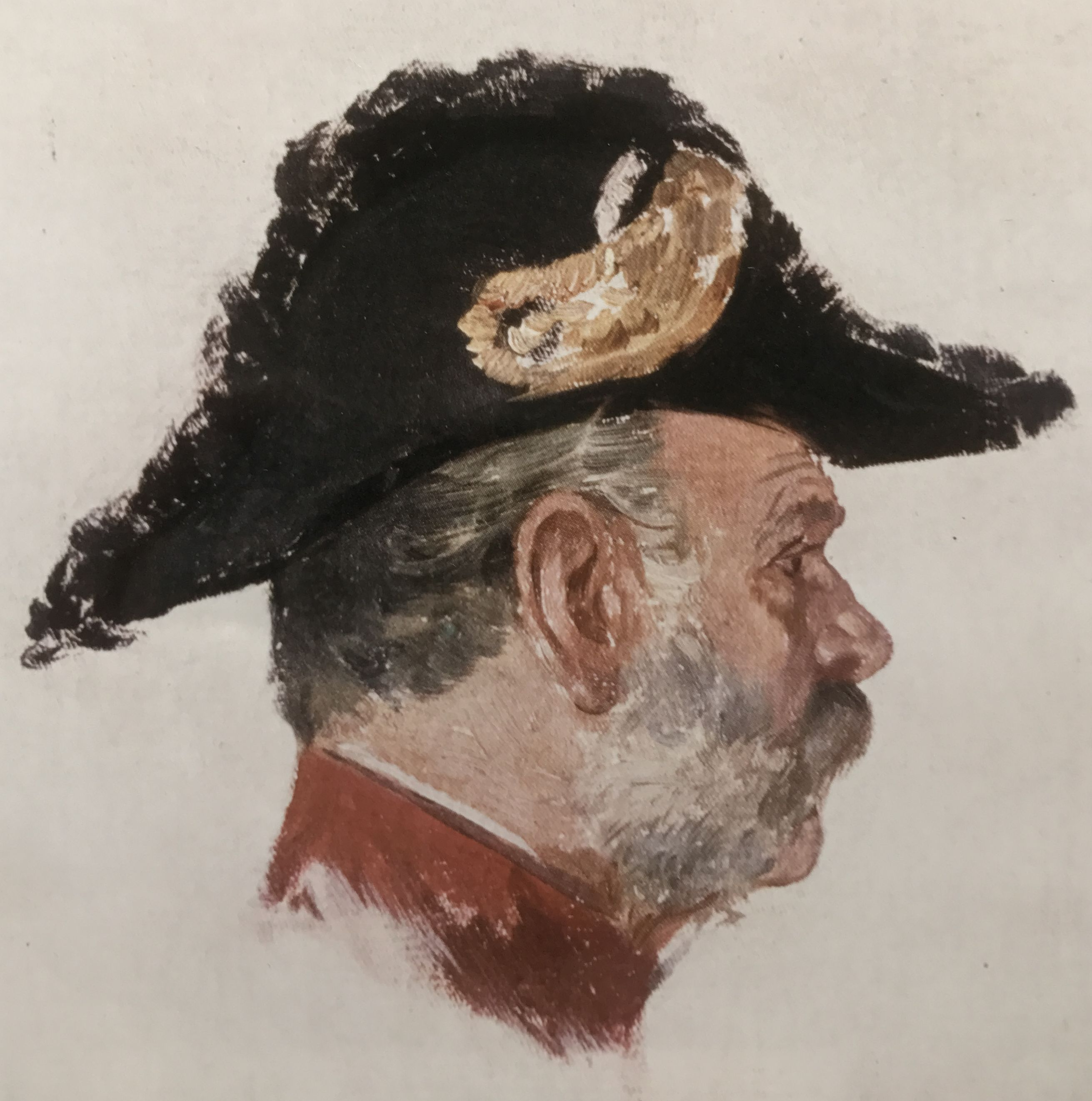
Fedor v. Rauch (Anton von Werner, um 1870)

- Fedor von Rauch (1822–1892), Oberstallmeister der preußischen Könige und deutschen Kaiser (1886–1891)
- Georg Graf von Lehndorff (1833–1914), Oberlandesstallmeister der preußischen Gestütsverwaltung (zugleich Leitung des Hauptgestüts Graditz)
- Ernst August Graf von Wedel (1838–1913), preußischer Oberstallmeister (Herbst 1890–1905)
- Hugo Freiherr von Reischach (1854–1934), preußischer Oberstallmeister (ab 1905) in Berlin und Potsdam, Leiter des Marstalls Kaiser Wilhelms II.
- Siegfried Graf Lehndorff (1869–1956), Landstallmeister des nachmaligen Brandenburgischen Haupt- und Landgestüt Neustadt/Dosse, des Hauptgestüts Graditz und des Hauptgestüts  Trakehnen, einer der erfolgreichsten Amateurrennreiter